# Jesús Agustín López de Lama
Jesús Agustín López de Lama CP (* 25. Dezember 1929 in Cedillo de la Torre, Provinz Segovia; † 8. Februar 2023 in Bilbao) war ein spanischer Ordensgeistlicher und römisch-katholischer Prälat von Corocoro.

## Leben
Jesús Agustín López de Lama trat der Ordensgemeinschaft der Passionisten bei und legte am 21. September 1947 in Peñaranda de Duero die Profess ab. Er studierte Philosophie und Katholische Theologie an der Ordenshochschule der Passionisten in Peñafiel. Nach weiterführenden Studien erwarb López de Lama am Athenaeum De Propaganda Fide in Rom ein Lizenziat im Fach Missionswissenschaft. Am 14. März 1954 empfing er das Sakrament der Priesterweihe. Später wurde López de Lama als Missionar nach Ecuador entsandt. Dort war er an der Gründung der Passionisten-Kommunität Santa Gema in Guayaquil beteiligt, als deren Superior er ab 1963 wirkte. Ab 1965 war er zudem Pfarrer der gleichnamigen Pfarrei.
Papst Paul VI. ernannte Agustín López de Lama am 10. Juni 1966 zum Prälaten von Corocoro und Titularbischof von Casae Calanae. Der Apostolische Nuntius in Bolivien, Erzbischof Carmine Rocco, spendete ihm am 4. September desselben Jahres in der Kirche der Passionisten-Pfarrei Cristo de la Exaltación im Stadtteil Obrajes von La Paz die Bischofsweihe; Mitkonsekratoren waren der Bischof von Oruro, Jorge Manrique Hurtado, und der Weihbischof in La Paz, Gennaro Maria Prata Vuolo SDB. Die Amtseinführung erfolgte am 6. September 1966. Sein bischöflicher Wahlspruch war ein Vers aus dem Philipperbrief: „Denn für mich ist Christus das Leben und Sterben Gewinn.“ (Phil 1,21 )
Den Bischofssitz der Prälatur verlegte Bischof López in den leichter zu erreichenden Ort Patacamaya. Dort wurde dank seiner Initiative 1969 ein Bildungszentrum errichtet.
In der bolivianischen Bischofskonferenz war López bis 1972 Vorsitzender der „Kommission für die soziale Aktion“ und Leiter des damit verbundenen „Sekretariates für die soziale Aktion“ (Secretariado de acción social), das sich unter anderem entschieden für die Rechte der ausgebeuteten Bergleute einsetzte. Bischof López galt als „roter Bischof“ („obispo rojo“). Kaum zwei Monate nach dem Militärputsch unter Führung von General Hugo Banzer 1971 brach die politische Polizei das Bischofshaus zweimal auf, um es zu durchsuchen. Wachsende Spannungen zwischen dem Secretariado de acción social einerseits und der Mehrzahl der Bischöfe in der Bischofskonferenz andererseits führten dazu, dass Bischof López den Vorsitz der „Kommission für die soziale Aktion“ niederlegte. Ab 1973 leitete er die neu geschaffene Kommission für die Bildung und die Sozialpastoral. In dieser Funktion übte er Kritik an der Wirtschaftspolitik der bolivianischen Regierung unter Führung von Hugo Banzer, die sich gegen das Wohl der Bevölkerung wenden würde.
Am 5. November 1977 verzichtete López de Lama aufgrund der neuen Vergaberichtlinien der Römischen Kurie auf seinen Titularbischofssitz. Von seinem Amt als Prälat von Corocoro trat er am 5. September 1991 zurück. Ab 1993 war er in den Passionisten-Kommunitäten in La Paz und in Santa Cruz de la Sierra tätig. Später kehrte Jesús Agustín López de Lama nach Spanien zurück, wo er in der Passionisten-Kommunität in Madrid lebte und als Seelsorger in der dortigen Pfarrei San Gabriel de la Dolorosa y Santa Gema wirkte. Er starb im Februar 2023 in der Passionisten-Kommunität in Bilbao.